# Plebejus antegon
Plebejus antegon är en fjärilsart som beskrevs av Jean Baptiste Boisduval. Plebejus antegon ingår i släktet Plebejus och familjen juvelvingar. Inga underarter finns listade i Catalogue of Life.